# Cibacapsa
Cibacapsa is een monotypisch geslacht uit de familie Octacnemidae en de orde Phlebobranchia uit de klasse der zakpijpen (Ascidiacea).

## Soorten
- Cibacapsa gulosa Monniot C. & Monniot F., 1983